# 渡辺嘉蔵
渡辺 嘉蔵（渡邉 嘉蔵、渡辺 カ三、わたなべ かぞう、1926年《大正15年》1月9日 - 2016年《平成28年》2月28日）は、日本の政治家、実業家。日本リースカー株式会社元代表取締役会長、衆議院議員（通算3期）、内閣官房副長官（第1次橋本内閣）、岐阜県議会議員（通算5期）、岐阜市議会議員（通算2期）、東海信用組合被害者同盟幹事長を務めた。社会党委員長当時の村山富市の側近（社会党総務局長）として、国政の場で活動した。

## 人物
本名は渡邉嘉蔵。岐阜市出身。金華小学校卒業後、すぐに上京。大崎で生計を立てる。旧帝国陸軍に志願、飛行第75戦隊に搭乗員として入隊。青森県の八戸基地（陸軍航空隊）に配属され、本土防衛の任務に就き終戦を迎える。復員後は岐阜に帰郷。その後は労働運動に従事し、1955年に岐阜市議会議員選挙に立候補、初当選を飾った。岐阜県議会を経て1983年に行われた衆議院議員総選挙で日本社会党公認で旧岐阜1区から立候補し初当選、以後通算して3期務める。
自民党・社会党・さきがけ連立政権下で、第1次橋本龍太郎内閣の内閣官房副長官を務め、ビル・クリントンアメリカ合衆国大統領とのサンタモニカに於ける協議に立ち会う。
その後、1996年の民主党結党に関しては組織固めに関して中心的な役割を果たし、岐阜県においても民主党岐阜県連結党に大きく手腕を発揮。初代民主党岐阜県連合会代表にも就任するなど、その政治的存在感を国政の場にて大きく示した。
労組出身で行動力に富んだ実力派の代議士ではあったが、選挙に関しては自民王国の壁に阻まれ苦戦が続き、小選挙区制導入後の1996年以降は国政復帰できないまま2000年の衆議院選挙落選後に政界から引退する。
国政引退後も民主党岐阜県総支部連合会顧問として県内の非自民勢力・労働組合に対して大きな影響力を及ぼすとともに、協同組合ゼイケイ岐阜会長、日本リースカ―株式会社代表取締役、全国外国人研修生受入組合連絡会議議長（顧問は羽田孜元内閣総理大臣）等に就いて幅広く活動していた。
近年は主に外国人労働者の問題、特に技能実習制度の実態に即した改善について奔走。麻生太郎内閣の森英介法務大臣、自民党総務会長当時の久間章生衆議院議員、民主党幹事長当時の大畠章宏衆議院議員、民主党副代表の石井一参議院議員、小宮山洋子厚生労働大臣とも意見交換を数回行い、加入保険の改善策、特に厚生年金保険への加入見直し等を含めて、融和策を繰り返し提言していた。また、自ら北京を訪問し、技能実習制度についての現況を中国側送り出し機関とも通訳（中国側通訳は中国国務院出身の女性通訳官、日本側通訳は羽田孜元総理男性秘書）を交え、直接話し合う。
尊敬する人物は織田信長、英国首相のチャーチル。
2016年2月28日、急性心筋梗塞のため、自宅で死去した。90歳没。死没日付をもって従四位に叙され、旭日中綬章を追贈された。
長男は岐阜県議会議員・立憲民主党岐阜県連代表の渡辺嘉山。岐阜県会議員の林幸廣は元公設秘書。

## 概歴
- 大正15年 岐阜市木挽町に生まれる。金華小学校卒業後、上京し、働きながら通信教育を受ける。
- 昭和18年 旧陸軍航空隊特別幹部候補生に志願、合格する。
- 昭和19年 空中勤務者甲種試験合格。（成績は首席。）主に日本本土爆撃に対しての、対B29防戦任務に就く。
- 昭和20年 配属先の八戸飛行場にて終戦を迎え、除隊。
- 昭和21年 旭工業労組を結成、日本社会党に入党。以後、岐労協結成や中小企業運動などに参加。
- 昭和30年 岐阜市議会議員選挙に立候補し当選（通算2期）。
- 昭和38年 岐阜県議会議員選挙に立候補し当選（通算5期）。
- 昭和58年 第37回衆議院議員選挙に日本社会党公認で旧岐阜1区から立候補し当選。
- 昭和61年 第38回衆議院議員選挙に日本社会党公認で旧岐阜1区から立候補し落選。
- 平成2年　第39回衆議院議員選挙に日本社会党公認で旧岐阜1区から立候補し当選。
- 平成5年　第40回衆議院議員選挙に日本社会党公認で旧岐阜1区から立候補し当選。
- 平成8年　第1次橋本龍太郎内閣にて内閣官房副長官に就任。（内閣官房長官は梶山静六）
この年行われた第41回衆議院議員選挙で民主党公認で小選挙区岐阜1区から立候補したが、野田聖子に敗北した。
- 平成9年　民主党岐阜県連設立に参加、初代県連合会代表に就任した。
- 平成12年 第42回衆議院議員選挙に民主党公認で岐阜1区から立候補し落選。政界から引退し、民主党岐阜県連顧問に就任。
- 平成16年11月 全国外国人研修生受入組合連絡会議を結成、議長就任。
- 平成19年12月 アメリカ合衆国ハワイ州での、日米シニアベースボール大会に参加、旧アメリカ軍OBとの親睦を深める（NHKにて放映）。
- 平成21年4月　広島県広島市で日米元軍人ソフトボール大会を開催、大会実行委員長として参画。
大会名誉会長に中曽根康弘元内閣総理大臣、村山富市元内閣総理大臣、秋葉忠利広島市長が就任。
広島、長崎の原爆関連施設を米軍OBと共に訪問。
- 同年8月、広島市立本川小学校グラウンドにて記念ベンチの除幕式を行う。
（江田五月参議院議長、姫井由美子参議院議員が出席）
- 平成22年5月　鹿児島県の徳之島を調査訪問。基地移転問題に関し、現地にて意見交換を行う。
- 平成23年6月　江田五月法務大臣と法務省大臣室で面談、外国人労働力の受入状況について意見交換を実施。
- 平成28年2月　急性心筋梗塞のため死去。